# Ceraptroceroideus idahoensis
Ceraptroceroideus idahoensis är en stekelart som beskrevs av Trjapitzin och Gordh 1979. Ceraptroceroideus idahoensis ingår i släktet Ceraptroceroideus och familjen sköldlussteklar. Inga underarter finns listade i Catalogue of Life.